# Zilverselenide
Zilverselenide (Ag2Se) is het zilverzout van waterstofselenide. De stof komt voor als heldere orthorombische kristallen. Het komt in de natuur voor als het zeldzame mineraal naumanniet.

## Kristalstructuur
Zilverselenide komt in normale omstandigheden voor als orthorombische kristallen, de zogenaamde β-fase, en behoort tot ruimtegroep P212121. Boven 130°C treedt een faseverschuiving op naar de kubische α-fase. Het behoort dan tot ruimtegroep Im-3m. Deze faseverschuiving verhoogt de ionaire geleidbaarheid van zilverselenide met een factor 10.000 tot 2 S/cm.